# Franciszek Dionizy Kniaźnin

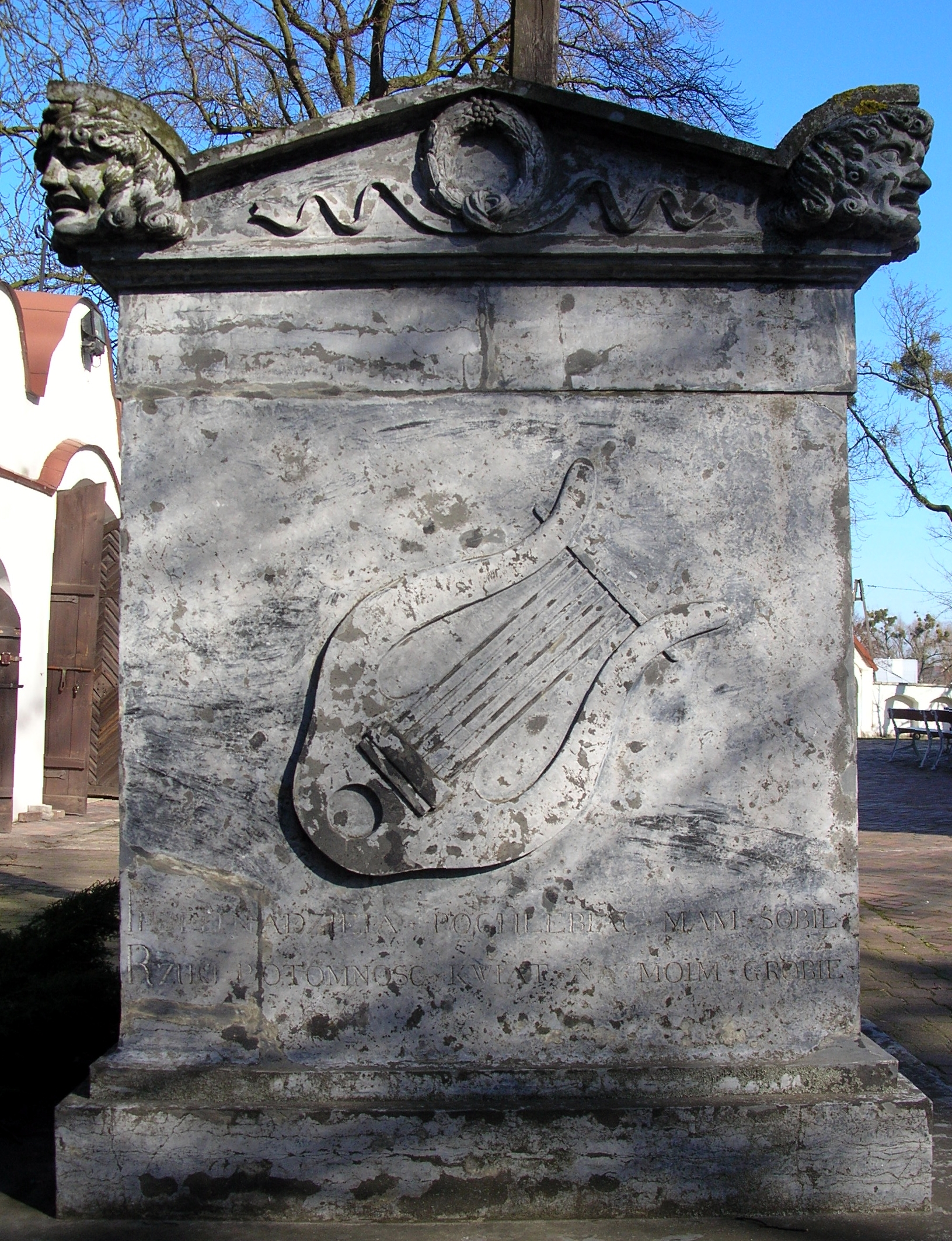
Grobowiec Kniaźnina w Końskowoli

Franciszek Borgiasz Dionizy Kniaźnin, inna forma nazwiska Kniażnin, krypt.: F.D.K.; F.K. (ur. 4 października 1750 w Witebsku, zm. 25 sierpnia 1807 w Końskowoli) – poeta, dramatopisarz i tłumacz polskiego oświecenia. Pisał wiersze patriotyczne, religijne, ody, sielanki, erotyki, bajki i dramaty.

## Życiorys

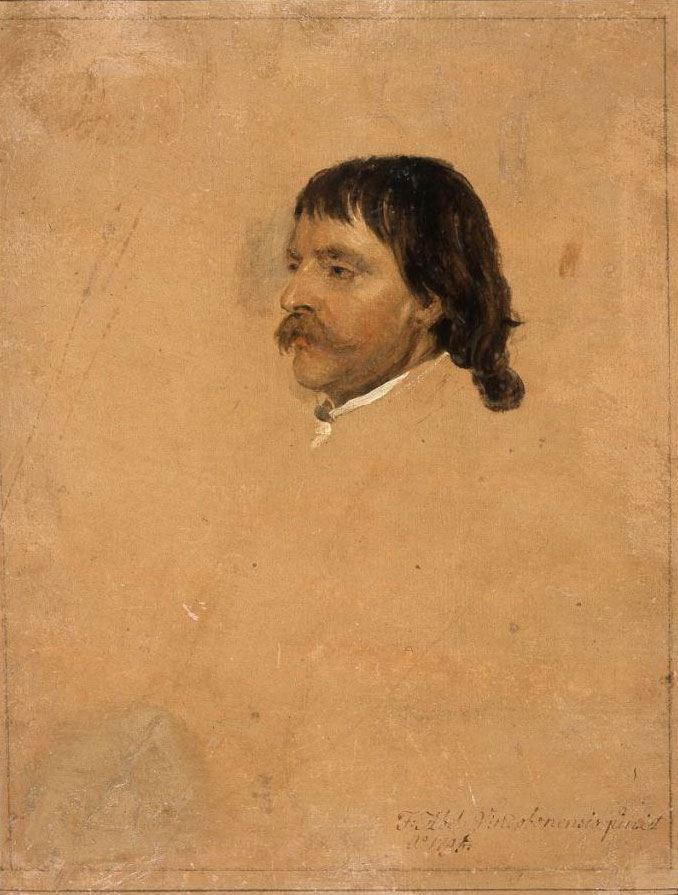
Franciszek Dionizy Kniaźnin na portrecie z roku 1795

Przyszedł na świat pomiędzy 1 a 8 października roku 1750, w rodzinie spolszczonej szlachty białoruskiej spod Smoleńska, jako syn Leona Ignacego i Anastazji. Kształcił się w kolegium jezuitów w Witebsku (do retoryki włącznie). 15 sierpnia roku 1764 wstąpił do zakonu jezuitów i studiował w seminariach zakonnych w Połocku (nowicjat 1764/1765), Nieświeżu (nowicjat 1765/1766, studia: filozofia 1767/1768 – 1769/1770) i Słucku (studia: retoryka 1766/1767). Od 1770 roku pracował jako nauczyciel w kolegium warszawskim (ucząc kolejno w infimie majoris, gramatyce i syntaksie), a po kasacie zakonu jezuitów w 1773 przeszedł (ze względu na brak ślubów ostatecznych, studiów teologicznych i święceń kapłańskich) do stanu świeckiego i został sekretarzem Adama Kazimierza Czartoryskiego. Wkrótce potem towarzyszył Czartoryskiemu w podróżach po kraju i do kurortu Karlsbad. W XVIII wieku był członkiem loży masońskiej Świątyni Izis. Od 1781 do 1783 roku pracował w bibliotece Załuskich, następnie przebywał na dworze Czartoryskich w Puławach. Po II rozbiorze Polski w 1793 roku stan zdrowia psychicznego Kniaźnina zaczął się pogarszać, dlatego wycofał się z życia towarzyskiego i osiadł w spokojniejszej Końskowoli, gdzie opiekę nad nim roztoczył ksiądz Franciszek Zabłocki. Zmarł tamże w 1807 roku. Na cmentarzu przykościelnym w Końskowoli zachował się poświęcony mu pomnik nagrobny.

## Twórczość
Franciszek Kniaźnin zadebiutował w 1776 roku tomem Bajek. Kolejne dzieła to wydane w 1779 2 tomy Erotyków. Twórczość tego okresu zbliżona była do tendencji rokokowych, jednak nie brak było też utworów refleksyjnych odrzucających ograniczenia zarówno rokoka, jak i klasycyzmu. Pod wpływem znajomości z Franciszkiem Karpińskim twórczość Kniaźnina w latach 1781–1783 zbliżyła się do sentymentalizmu. W czasie gdy przebywał w Puławach pisał głównie dworskie dramaty oraz ody refleksyjne i dotyczące wydarzeń publicznych. W latach 1787–1788 wydano w trzech tomach kompletny zbiór jego Poezji, a od 1794 do 1796 roku Franciszek Kniaźnin tworzył rękopis zawierający wszystkie jego utwory.

### Ważniejsze dzieła
1. Bajki, Warszawa 1776; wyd. następne: zobacz poz. 17, t. 3; Wydania zbiorowe poz. 2-4; wyd. Z. Łempicka, wstęp J. Krzyżanowskiego, Warszawa 1947 (wyd. rozszerzone bajkami późniejszymi); Wydania zbiorowe poz. 5 (wybór); przekł. rosyjski (1963)
2. Do Ignacego Bykowskiego, powst. około roku 1778, z rękopisu pamiętnika: Życie Ignacego Bykowskiego... przez niego samego napisane w r. 1806, wyd. J.G. Styczyński, Pamiętnik Warszawski t. 14 (1819), s. 93–96; wyd. następne: z rękopisu wyd. W. Borowy, Pamiętnik Literacki rocznik 37 (1947), s. 266–267 i Wydania zbiorowe poz. 5; wyd. T. Mikulski, Pamiętnik Literacki rocznik 41 (1950), s. 1058–1059, przedr. w: Ze studiów nad Oświeceniem, Warszawa 1956
3. Do wąsów, red. 1 powst. 1779, wyd. zobacz poz. 4, t. 2, s. 295–296; red. 2 powst. 1782, wyd. zobacz poz. 7, s. 145–146; wyd. T. Mikulski: Z korespondencji Kniaźnina, Pamiętnik Literacki rocznik 42 (1951), zeszyt 3/4, s. 976–977 i odb., przedr. w: Ze studiów nad Oświeceniem, Warszawa 1956; red. 3 powst. około roku 1783, wyd. osobne Warszawa (1783); red. 4 powst. 1787; wyd. zobacz poz. 17, t. 1, s. 84–85; wyd. osobne (Warszawa 1788); red. 5 powst. około roku 1796, rękopis: Biblioteka Czartoryskich, sygn. 2223, t. 1, s. 11; tekst w 5 wariantach wyd. T. Mikulski: Nad tekstami Kniaźnina. I, Wrocław 1947 Prace Wrocławskiego Towarzystwa Naukowego. Seria A nr 3 (tamteż bardziej szczegółowa bibliografia wydań), przedr. w: W kręgu oświeconych, Warszawa 1960; Zobacz też: Wydania zbiorowe poz. 2-5
4. Erotyki tom 1, tom 2, Warszawa 1779 (tu m.in.: red. 1, poz. 3); stąd też ponad 20 utworów wyd. w poz. 7; kolejne 12 w poz. 17 i Wydania zbiorowe poz. 2-4; większy wybór w Wydaniach zbiorowych poz. 5; autograf Erotyków z przekreśleniami i poprawkami różniącymi się od tekstu drukowanego, znajdował się w Zbiorach Branickich z Suchej, sygn. 309
5. Carmina, Warszawa 1781 (tu m.in.: Przekłady poz. 4-5); przekł. rosyjski (1963)
6. Żale Orfeusza nad Eurydyką, powst. w latach 1780–1781; wyd. zobacz poz. 7; poz. 17, t. 2, s. 219–255; wyd. następne zobacz: Wydania zbiorowe poz. 2-4
7. Wiersze, Warszawa 1783 (tu m.in. wydano red. 2, poz. 3, ponad 20 utworów poz. 4, poz. 6); stąd też 15 utworów wyd. w poz. 17 i Wydania zbiorowe poz. 2-4; w Wydaniach zbiorowych poz. 5 wybór 4 utworów; egz. unikatowy: Biblioteka Czartoryskich
8. Balon, czyli wieczory puławskie. Poema w 10 pieśniach, powst. około roku 1784, wyd. zobacz poz. 17, t. 2, s. 49–152; wyd. następne zobacz Wydania zbiorowe poz. 2-4
9. Gala – Wielka, czyli przydatek do Balonu. Dwie pieśni, powst. około roku 1784, wyd. zobacz poz. 17, t. 2, s. 153–172; wyd. następne zobacz Wydania zbiorowe poz. 2-4
10. Na regiment J.W. Potockiego wwdy ruskiego i 24 sztuk armat Rzplitej na sejmie grodzieńskim 1784 r. dany, brak miejsca wydania 1784
11. Troiste wesele. Sielanka we 2 aktach, powst. w latach 1783–1785, wyd. zobacz poz. 17, t. 3, s. 169–230; wyd. następne zobacz Wydania zbiorowe poz. 2; (przeróbka pt. Trzy gody, zobacz poz. 20)
12. Matka do córki. O cnocie, powst. w latach 1784–1785, wyd. zobacz poz. 17, t. 3, s. 151–168; wyd. następne zobacz Wydania zbiorowe poz. 2-4, fragm. autografu Ossolineum, sygn. 4962/II, s. 217–228
13. Rozmaryn. Poema liryczne. Trzy pieśni, powst. w latach 1784–1785, wyd. zobacz poz. 17, t. 3, s. 1–60; wyd. następne zobacz Wydania zbiorowe poz. 2-4
14. Matka Spartanka. Opera we 3 aktach, red. 1 powst. 1786, wyst. Puławy 15 czerwca 1786; red. 2 powst. 1787, wyd. zobacz poz. 17, t. 2, s. 1–48; red. 3 powst. w latach 1794–1796, rękopis: Biblioteka Czartoryskich, sygn. 2223, t. 2, cz. 1, s. 3–68; wyd. następne zobacz Wydania zbiorowe poz. 2-4, 6 (muzyka: W. Lessel)
15. Cyganie. Opera we 3 aktach, wyst. Siedlce 1786, wyd. zobacz poz. 17, t. 2, s. 173–242; red. 2 powst. w latach 1794–1796, rękopis: Biblioteka Czartoryskich, sygn. 2223, t. 2, cz. 1, s. 55–69; wyd. następne zobacz Wydania zbiorowe poz. 2-4, 6; (muzyka: M. Kazimierz Ogiński; F. Lessel – 1815, fragm.; F. Mirecki – 1822)
16. Anakreon. Krotofila we 3 aktach. Na imieniny kżny Izabeli Czartoryskiej, powst. 1787, z rękopisu wyd. F.S. Dmochowski, zobacz Wydania zbiorowe poz. 3, t. 3; wyd. następne zobacz Wydania zbiorowe poz. 4; rękopis: Biblioteka Czartoryskich, sygn. 2223, t. 2, cz. 2, s. 89–96
17. Poezje. Edycja zupełna t. 1-3, Warszawa 1787-1788, wyd. następne zobacz Wydania zbiorowe poz. 2-4 i 5 (tu wybór); zawartość t. 1 (1787): Ody, czyli liryków 4 ks., poz. 3; t. 2 (1787): poz. 8-9, 14-15, drobne wiersze; t. 3 (1788): poz. 11-13, Bajki i opowieści (księgi 1-3, m.in. z poz. 1), Idylle; wydanie to nie objęło w zasadzie Erotyków (zobacz poz. 4) i większości Wierszy (zobacz poz. 7); przekł. czeski (1797); przekł. niemiecki (1788)
18. Marynki. Krotofila w 1 akcie, powst. w latach 1790–1791, z rękopisu wyd. F.S. Dmochowski, zobacz Wydania zbiorowe poz. 3, t. 4; wyd. następne zobacz Wydania zbiorowe poz. 4, 6; rękopis: Biblioteka Czartoryskich, sygn. 2223, t. 2, cz. 2, s. 35–54
19. Do Jaśnie Oświeconego Księcia IMci Wirtemberskiego. Na obóz pod Gołębiem (Warszawa 1791), wyd. 2: Do J.O. Książęcia Jegomości Ludwika Wirtemberskiego gen. lejt. dyw. małopol. Na obóz pod Gołębiem (Warszawa 1791)
20. Trzy gody. Sielanka w 5 aktach, powst. w latach 1790–1792, z rękopisu wyd. F.S. Dmochowski, zobacz Wydania zbiorowe poz. 3, t. 5; wyd. następne zobacz Wydania zbiorowe poz. 4, 6; rękopis: Biblioteka Czartoryskich, sygn. 2223, t. 2, cz. 2, s. 97–115 (rozszerzona wersja Troistego wesela, zobacz poz. 11)
21. Zosiny. Sielanka w 1 akcie, powst. w latach 1791–1792, z rękopisu wyd. F.S. Dmochowski, zobacz Wydania zbiorowe poz. 3, t. 5; wyd. następne zobacz Wydania zbiorowe poz. 4, 6; rękopis: Biblioteka Czartoryskich, sygn. 2223, t. 2, cz. 2, s. 123–128
22. Hejnał na dzień Trzeci Maja 1792, brak miejsca wydania (1792), wyd. następne: z pierwodruku wyd. W. Borowy: Kniaźnianiana, Pamiętnik Literacki rocznik 37 (1947), s. 260–265; C. Hernas: Hejnały polskie. Studium z historii poezji melicznej, Wrocław 1961 Studia Staropolskie nr 9, s. 233–239
23. Hektor. Tragedia w 5 aktach, powst. w latach 1792–1793, z rękopisu wyd. F.S. Dmochowski, zobacz Wydania zbiorowe poz. 3, t. 4; wyd. następne zobacz Wydania zbiorowe poz. 4; rękopis: Biblioteka Czartoryskich, sygn. 2223, t. 2, cz. 1, s. 12–35
24. Poezje... ręką własną pisane t. 1-2, powst. w latach 1794–1796; autograf: Biblioteka Czartoryskich, sygn. 2223 (zawartość: prawie wszystkie utwory, zebrane i przeredagowane przez Kniaźnina pod koniec życia; t. 1, cz. 1: liryki i wiersze różne; cz. 2: poematy i bajki; t. 2, cz. 1: utwory dramatyczne; cz. 2: pieśni Anakreona, krotofile i sielanki sceniczne, przekł. łacińskie, pieśni Osjana).

Drobne utwory ogłaszano w książkach i czasopismach: S. Konarski: Wiersze wszystkie z łacińskich na polskie przełożone, Warszawa 1778 (tu: Na śmierć Stanisława Konarskiego); Zabawy Przyjemne i Pożyteczne (1773, t. 8, s. 357–360; 1774, t. 10, s. 319–323, 374-380, 413-414; 1775, t. 11, s. 310, t. 12, s. 25–31; 1776, t. 13, s. 10–12; 1777, t. 15, s. 3–33, 152-164, 208-210, t. 16, s. 180–188).
Pośmiertnie kilkanaście wierszy z rękopisów ogłoszono m.in.: Pamiętnik Warszawski (1817-1819, 1822-1823); Motyl 1828, t. 1, s. 144 (Do dzieci); H. Skimborowicz, Przegląd Naukowy 1842, nr 3-4; W. Jankowski, Pamiętnik Literacki rocznik 3, 1904 (Oda do Tadeusza Kościuszki); K. Badecki, Przewodnik Naukowy i Literacki 1909, s. 88–96; W. Borowy, Pamiętnik Literacki rocznik 37, 1947 (Oda do Stanisława Trembeckiego i in.); T. Mikulski, Pamiętnik Literacki rocznik 39 (1950), rocznik 41 (1950) zeszyt 3/4 (kilka wierszy).
Wiele wierszy przedrukowały różne antologie i wypisy, m.in.: W. Włoch w: Polska elegia patriotyczna w epoce rozbiorów, Kraków 1916 Prace Historyczno-Literackie nr 6; W. Borowy w: Od Kochanowskiego do Staffa, Lwów 1930 i wyd. następne; J. Kott, A. Ważyk w: Wiersze, które lubimy. Antologia, Warszawa 1951; J. Kott w: Poezja polskiego Oświecenia. Antologia, Warszawa 1954, wyd. 2 Warszawa 1956.
Kilka autografów utworów zachowanych zostało ponadto w rękopisach: Biblioteka Czartoryskich, sygn. 1962; Ossolineum, sygn. 9871/II.

### Przekłady
1. C. Claudianus: Wiersz panegiryczny na konsulat Olibriusza; Feniks, wyd. w: C. Claudian: O porwaniu Prozerpiny, wyd. 3, Warszawa 1772, s. 92, 112
2. Q.F. Horatius: Pieśni, niektóre wyd. w: Pieśni wszystkie Horacjusza przekładania różnych, Warszawa 1773; księgi 1-4 w Wydaniach zbiorowych poz. 3 t. 7, poz. 4 t. 4
3. S. Konarski: (Kilka wierszy), w S. Konarski: Wiersze wszystkie z łacińskich na polskie przełożone, Warszawa 1778
4. J. Kochanowski: Treny, przekł. łaciński wyd. w: Carmina, jak wyżej Ważniejsze dzieła poz. 5
5. J. Kochanowski: Muza, przekł. łaciński wyd.jak wyżej, Ważniejsze dzieła poz. 5
6. Anakreon: Pieśni, wyd. zobacz Wydania zbiorowe poz. 3, t. 3; wyd. następne: zobacz Wydania zbiorowe poz. 4 i 5 (tu wybór)
7. P.A. Metastasio: Temistokles. Tragedia w 5 aktach, wyd. zobacz Wydania zbiorowe poz. 3, t. 4; rękopis z XVIII w. w Archiwum Historycznym w Wilnie (zbiór nr 739; Archiwum Towarzystwa Przyjaciół Nauk, rej. 14, nr 147)
8. J. Macpherson: Pieśni Osjana; Pienia selmskie, wyd. zobacz Wydania zbiorowe poz. 3, t. 5-6; wyd. następne: zobacz Wydania zbiorowe t. 4.

Drobne przekłady łacińskie z Biona, Musaiosa, C. Montesquieu, A. Kossakowskiego, A. Naruszewicza – zobacz Ważniejsze dzieła poz. 5; drobne przekłady polskie z Teokryta, P.A. Metastasia, S. Gessnera i J.B.L. Gresseta – zobacz Wydania zbiorowe poz. 3, t. 2; przekłady z J. Owena, Zabawy Przyjemne i Pożyteczne 1773, t. 8, cz. 2, s. 361–370.

### Wydania zbiorowe
1. Poezje. Edycja zupełna t. 1-3, Warszawa 1787-1788; zobacz Ważniejsze dzieła poz. 17
2. Poezje... Edycja zupełna podług wydania z r. 1787 i 1788 t. 1-3, Wilno 1820 (zawartość: jak wyżej, Ważniejsze dzieła poz. 17)
3. Dzieła, wyd. F.S. Dmochowski, t. 1-7, Warszawa 1828-1829 Biblioteka Narodowa oddz. I-III; zawartość t. 1: Liryki. księgi 1-4 (według wyd. z roku 1787); t. 2: Balon, Gala-Wielka, Rozmaryn, Matka do córki, Idylle, Wiersze różne; t. 3: Bajki i powieści (księgi 1-4), Żale Orfeusza nad Eurydyką, Pieśni Anakreona (księgi 1-4), Anakreon; t. 4: Matka Spartanka, Temistokles, Hektor, Marynki; t. 5: Cyganie, Trzy gody, Zosiny, Pieśni Osjana (cz. 1); t. 6: Pieśni Osjana (cz. 2), Pienia selmskie; t. 7: Pieśni Horacjusza (księgi 1-4); Ody z pośmiertnych rękopisów wyjęte. Wydawca korzystał z rękopisu Biblioteki Czartoryskich, sygn. 2223 (por. Ważniejsze dzieła poz. 24); wyd. cenzurowane; niektóre wiersze zostały pominięte lub skrócone
4. Dzieła t. 1-6, wyd. J.N. Bobrowicz, Lipsk 1837 Biblioteka Kieszonkowa Klasyków Polskich nr 32-37 (zawartość: jak wyżej poz. 3, ale w innym ułożeniu tomów)
5. Wybór poezji, oprac. W. Borowy, Wrocław (1948) Biblioteka Narodowa seria I, nr 129
6. Utwory dramatyczne (wybór), oprac. A. Jendrysik, Warszawa 1958 Teatr Polskiego Oświecenia (zawrtość: Matka Spartanka, Cyganie, Trzy gody, Marynki, Zosiny).

### Listy
1. Do S. Kłokockiego 2 listy – dat. 25 listopada 1782 z Warszawy, 23 kwietnia 1786 z Puław; do S.K. Potockiego z 4 marca 1787 z Puław; z rękopisów Archiwum Głównego Akt Dawnych (Archiwum Wilanowskie) wyd. T. Mikulski: Z korespondencji Kniaźnina, Pamiętnik Literacki rocznik 42 (1951), zeszyt 3/4 i odb.; przedr. Listy Kniaźnina w: Ze studiów nad Oświeceniem, Warszawa 1956
2. Do L. Kropińskiego, dat. 5 lutego 1793 z Puław; z autografu Ossolineum, sygn. 4962/II, wyd.: B. Nadolski, Ruch Literacki 1934, nr 1; T. Mikulski, jak wyżej poz. 1
3. Do J. Przybylskiego, dat. 1 sierpnia 1793 z Puław, z rękopisu Biblioteki Jagiellońskiej, sygn. 148, t. 3, wyd.: L. Kamykowski, Ruch Literacki 1932, nr 3; T. Mikulski, jak wyżej poz. 1.